# Le avventure del capitano Hornblower, il temerario
Le avventure del capitano Hornblower, il temerario (Captain Horatio Hornblower R.N.) è un film del 1951 diretto da Raoul Walsh.
Pellicola di avventure marinare, tratta dai primi tre romanzi (in ordine di stesura) di C.S. Forester, ambientati all'epoca delle guerre napoleoniche. Il protagonista Hornblower è interpretato da Gregory Peck.
I tre romanzi, da cui è tratta la sceneggiatura, The Happy Return, A Ship of the Line e Flying Colours, non sono collegati tra loro. Sono stati adattati dall'autore per il film (coadiuvato dagli sceneggiatori Ivan Goff, Ben Roberts ed Aeneas MacKenzie) e la sola cosa che li accomuna è la storia d'amore tra Hornblower e Lady Wellesley.

## Trama
Nel 1807, durante le guerre napoleoniche, il capitano di fregata Horatio Hornblower, al comando della fregata da 36 cannoni HMS Lydia, viene inviato in missione segreta nel Centro America: deve sostenere il regime di "El Supremo", un dittatore sanguinario in rivolta contro la Spagna, alleata della Francia.
Quando viene a sapere che un vascello spagnolo da 60 cannoni, il Natividad, incrocia in quelle acque, Hornblower decide di impadronirsene con un attacco notturno. Dopo aver catturato il vascello però si vede costretto, a malincuore, a consegnarlo a "El Supremo", che lo rivendica per sé. Dopo essersi separati la Lydia incrocia un trabaccolo spagnolo battente bandiera bianca. Il messaggero comunica che la Spagna è in pace con l'Inghilterra da oltre un mese, e Hornblower decide di rimediare al danno andando a riprendere il Natividad, che sarebbe altrimenti un pericolo per i porti spagnoli. Hornblower deve ospitare una compatriota, Lady Barbara Wellesley, sorella del duca di Wellington, che era prigioniera a Panama e vuole tornare a casa.
Quando finalmente trovano il Natividad, "El Supremo" è già a conoscenza della pace e attacca la Lydia. Hornblower è costretto ad attaccare e, grazie alla migliore preparazione dell'equipaggio inglese, riesce ad avere la meglio sul potente vascello, non senza subire gravi perdite e danni.
Sulla via del ritorno Hornblower si innamora di Lady Barbara, dopo averla curata per un attacco di malaria.
Tornato in Inghilterra Hornblower scopre che la moglie è morta, dando alla luce il figlio. 
In seguito al successo della Lydia, Hornblower, al comando della fregata ex francese Sutherland, viene assegnato alla squadra dell'ammiraglio Leighton, sposo di Lady Barbara. 
Durante il blocco Hornblower riesce a penetrare nella baia di La Teste-de Buch e rende inutilizzabili quattro vascelli francesi alla fonda, perdendo però la Sutherland che fa affondare all'imboccatura della baia.
All'arrivo del resto della squadra la fortezza e le navi francesi vengono distrutte. Hornblower e il suo secondo, Bush, vengono però condotti a Parigi, per essere processati e giustiziati.
Durante il tragitto riescono a liberarsi e, discendendo la Loira su una barca da pesca, arrivano all'oceano. Arrivati in un porto notano alla fonda la fregata inglese "Strega di Endor", catturata un anno prima. Travestitisi da ufficiali olandesi, liberano dei prigionieri e, rubata la fregata, fanno rotta per l'Inghilterra.
Hornblower può riunirsi con il figlio e Lady Barbara, rimasta vedova per la morte dell'ammiraglio durante l'attacco alla fortezza.

## Produzione
Il film, prodotto dalla Warner Bros., venne girato in esterni in gran parte in Francia, nelle Alpi Marittime e in Costa Azzurra. Per gli interni, negli studi di Teddington nel Middlesex (Warner Brothers First National Studios).

## Distribuzione
Il film uscì nel Regno Unito il 10 aprile e negli USA il 13 settembre 1951, distribuito dalla Warner Bros.

### Date di uscita
IMDb
- Regno Unito: 10 aprile 1951
- USA: 13 settembre 1951
- Svezia: 17 settembre 1951
- Finlandia: 12 ottobre 1951
- Belgio: 17 ottobre 1951
- Germania Ovest: 16 novembre 1951
- Francia: 21 dicembre 1951
- Danimarca: 28 dicembre 1951
- Austria: aprile 1952
- Portogallo: 12 aprile 1952
- Filippine: 5 agosto 1952
- Giappone: 30 ottobre 1952